# Ritchie Coster
Ritchie Coster (Edmonton, 1 juli 1967) is een Brits acteur.

## Biografie
Coster heeft het acteren geleerd aan de Guildhall School of Music and Drama in Londen.
Coster begon in 1997 met acteren in de televisieserie Dellaventura. Hierna heeft hij nog meerdere rollen gespeeld in televisieseries en films zoals The Thomas Crown Affair (1999), Bait (2000), 15 Minutes (2001), The Sentinel (2006), Guiding Light (2005-2006), American Gangster (2007), The Dark Knight (2008), The Bounty Hunter (2010) en Luck (2011-2012).
Coster is ook actief in het theater, hij speelde eenmaal op Broadway. In 1998 speelde hij in het toneelstuk Wait Until Dark in de rol van politieagent en als understudy voor de rol van Harry Roat jr..

## Filmografie

### Films
Uitgezonderd korte films.
- 2023 Rumble Through the Dark - als Baron
- 2022 After Yang - als Russ
- 2019 Jacob's Ladder - als Louis
- 2019 The Bygone - als Beckett Summer
- 2017 Submission - als Dean Bentham
- 2016 The Great & The Small - als Richie
- 2015 Creed - als Pete Sporino
- 2015 Blackhat - als Kassar
- 2015 Babylon Fields - als Ernie
- 2014 By the Gun - als Tony Matazano
- 2010 Pete Smalls Is Dead – als Hal Lazar
- 2010 Let Me In – als Mr. Zoric
- 2010 The Bounty Hunter – als Ray
- 2009 Virtuality – als Dr. Jimmy Johnson
- 2008 The Dark Knight – als Chehen
- 2007 American Gangster – als Joey Sadano
- 2006 The Sentinel – als de behandelaar
- 2002 The Tuxedo – als Dietrich Banning
- 2002 Pipe Dream – als Pascal
- 2001 15 Minutes – als krantenverkoper
- 2000 Bait – als koper
- 2000 The Photographer – als aanvaller
- 1999 The Thomas Crown Affair – als Janos
- 1998 Rear Window – als Julian Thorpe

### Televisieseries
Uitgezonderd eenmalige gastrollen.
- 2022 - 2023 Tulsa King - als Caolan Waltrip - 7 afl.
- 2021 The Walking Dead - als Pope - 4 afl.
- 2020 The Flight Attendant - als Victor - 3 afl.
- 2017 - 2019 Happy! - als Francisco Scaramucci / mr. Blue - 18 afl.
- 2017 Shades of Blue - als Michael Bianchi - 7 afl.
- 2017 Billions - als Donald Thayer - 2 afl.
- 2015 True Detective - als burgemeester Austin Chessani - 7 afl.
- 2013 The Blacklist - als Anslo Garrick - 2 afl.
- 2011 – 2012 Luck – als Renzo – 9 afl.
- 2005 – 2006 Guiding Light – als Alfred / Nate – 4 afl.
- 2005 – 2006 Beautiful People – als Tyler Lustig – 3 afl.
- 2005 Jonny Zero – als Garrett – 10 afl.
- 2004 Traffic – als Fazal - miniserie
- 2003 Hack – als Nick Trepov – 2 afl.
- 2000 – 2001 As the World Turns – als Gabriel Frank - ? afl.

### Computerspellen
- 2007 BioShock – als Bill McDonagh
- 2003 Midnight Club II – als Blog

- Library of Congress Control Number: nr2005024912
- Nationale Bibliotheek van Israël: 987007316990605171
- Virtual International Authority File: 59041023
- WorldCat: E39PBJwdgmwGkFpyVmkTtgGJXd